# チャールズ・マルグルー
チャールズ・パトリック "チャーリー"・マルグルー（Charles Patrick "Charlie" Mulgrew, 1986年3月6日- ）は、スコットランド・グラスゴー出身の元同国代表のサッカー選手。現役時代のポジションはディフェンダー、ミッドフィールダー。
様々なポジションを務めることが出来る汎用性、フリーキックやコーナーキックを任されるクロス精度の高さで知られる。

## 経歴

### 生い立ち
イースト・ダンバートンシャイアのカーキンティロックで育ち、地元のプライマリースクールとハイスクールに通学していた。

### クラブ

#### セルティック
スコティッシュ・プレミアシップ (1部) の名門セルティックFCの下部組織を経て、2002年7月にプロ生活を開始する。元来、センターバックとしてプレーしていたが、人数不足のクラブ事情を理由に左サイドバックへの転向を勧められた。
ダンディー・ユナイテッドへの期限付き移籍
2006年1月に経験を積むべく、2005-06シーズン残りをピーター・カネロの後釜として、同1部のダンディー・ユナイテッドFCにて期限付き移籍で過ごすことになる。ダンディー・ユナイテッドでは、レギュラーとして14試合2得点（両方フリーキック）を記録し、2月には月間最優秀若手選手賞に選出されるなどの成功を収めた。その後、セルティック復帰を望むも、構想外によって移籍を余儀なくされた。

#### ウルヴァーハンプトン
2006年8月23日にリー・ネイラーとのトレードでチャンピオンシップ (イングランド2部) のウルヴァーハンプトン・ワンダラーズFCと3年契約で完全移籍をする。9月6日にコヴェントリー・シティFCとの親善試合において、初出場ながらミック・マッカーシー監督に感銘を与えることに成功し、10日のリーズ・ユナイテッドAFC戦 (1-0) で公式戦初出場を飾ったものの、その後、負傷の影響から出場機会は制限された。
サウスエンド・ユナイテッドへの期限付き移籍
2008年1月31日にフットボールリーグ1 (イングランド3部) のサウスエンド・ユナイテッドFCへ2007-08シーズン終了までの期限付き移籍に出される。レギュラーとしてプレーしていたが、ドンカスター・ローヴァーズFCとのプレーオフに敗れて昇格を果たせなかった。なお、2008年4月のカーライル・ユナイテッドFC戦 (2-1) で初得点を記録。

#### アバディーン
当初は、2008年7月に移籍金15万ポンドでスウィンドン・タウンFCへ移籍するはずだったが、最終的に決裂し、15日にスコティッシュ・プレミアシップのアバディーンFCと移籍金非公開の2年契約で合意する。8月16日、出場2試合目となったフィアー・パークでのマザーウェルFC戦 (1-0) において、左足からのフリーキックで決勝点を挙げてチームのシーズン初勝ち点獲得に貢献し、9月27日の古巣セルティック戦 (2-3) では、ボレーとフリーキックで2得点を挙げた。
2009年5月16日、2008-09シーズン残り2試合となったアイブロックス・スタジアムでのレンジャーズFC戦において、マルグルーと相手選手のカイル・ラファーティは論争の中心にいた。まず、マルグルーが自陣からボールをクリアを行う際にラファーティがスライディングタックルをする。その後、両名が立ち上がり睨み合う中で顔が触れると、ラファーティは頭突きをされたように顔を覆い地面に倒れ、これに対し、審判から暴力行為を理由に一発退場処分となり、レッドカードをマルグルーは提示された。しかし、テレビ映像にはマルグルーがラファーティと明確に接触していなかったことが確認され、また、マルグルーがピッチを去る際に、ラファーティがチームメイトにウィンクをする行為が映しだされていた。そして、マルグルーへのレッドカードは取り消され、ラファーティには2ヶ月の出場停止処分が科せられた。
2009年10月にアバディーンから契約延長を提示されたが、これを拒否し、2009-10シーズン終了後に退団することを選択した。2シーズンの在籍で公式戦83試合10得点を記録し、フリーキックを武器に得点を量産していた。

#### セルティック復帰

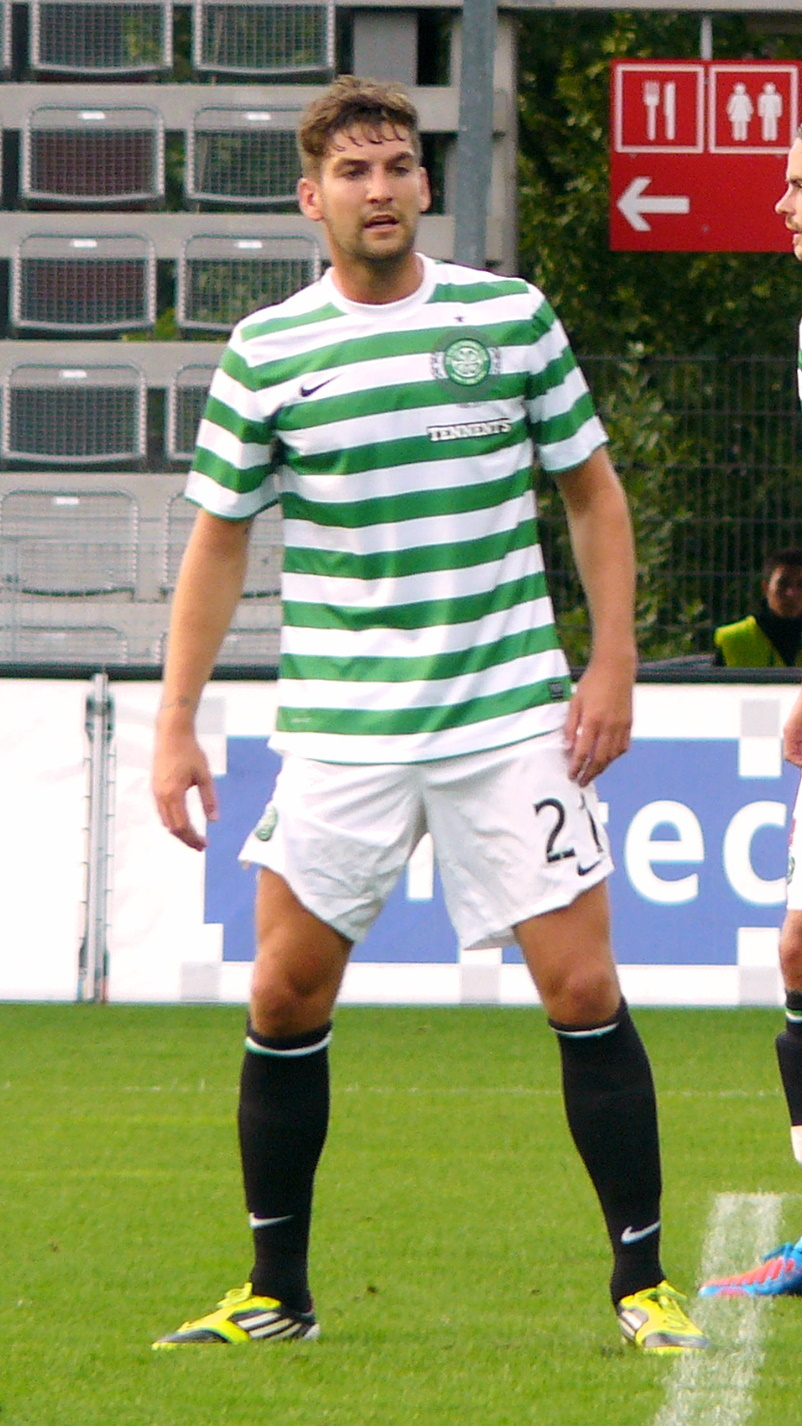
セルティックFCでのマルグルー (2012)

2010年7月1日、キャリアを開始した古巣のセルティックFCに3年契約で復帰を果たし、ニール・レノン新監督が最初に獲得した選手となった。セルティック復帰以来、主に左サイドバックのエミリオ・イサギレの控えとして過ごしていたが、宿敵レンジャーズとのオールドファームという重要な一戦 (2-0) において、不慣れな左サイドハーフながらも、上々なプレーを見せて勝利に貢献し、29日には、スコティッシュリーグカップ準決勝の古巣アバディーン戦 (4-1) でセンターバックのダニエル・マイストロヴィッチの代役を務め、クリス・コモンズのコーナーキックから初得点を挙げて勝利に貢献する等でアピールし、以降の試合からトーマス・ログネとグレン・ローフェンスとのセンターバックの定位置争いに勝利し、マイストヴィッチとコンビを組むことになった。4月17日にスコティッシュカップ準決勝のアバディーン戦 (4-0) で長距離フリーキックにより自身2得点目（長距離FK）を挙げて勝利に貢献すると、5月21日にハムデン・パークで行われたマザーウェルFCとの決勝戦 (3-0) でもフリーキックで得点し、キャリア初タイトルを獲得した。
2011年8月25日、UEFAヨーロッパリーグ 2011-12予選のFCシオンとの第2戦 (1-3) において、フリーキックで得点を挙げる。翌日には契約を2015年まで延長した。9月17日のオールドファームでは、1枚目のイエローカードを貰ってから僅かの間に、スティーヴン・デイヴィスへのファールで2枚目のイエローカードを提示され退場となった。10月15日にラグビー・パークで行われたキルマーノックFC戦 (3-0) において、2011-12シーズンにおけるリーグ戦初得点を挙げると、リーグ優勝を決定づけた4月7日のキルマーノック戦 (6-0) でも得点しており、先制点を含む2得点を挙げ、29日のオールドファーム (3-0) でも得点した。同2011-12シーズンは、再びイサギレの控えとしてのスタートとなったが、第2節のアバディーン戦中にイサギレが負傷したことで左サイドバックの定位置を掴むと、その後、ログネ、ローフェンス、ケルヴィン・ウィルソン、そしてマイストロヴィッチといったセンターバックの選手が相次ぐ負傷によって離脱したことでセンターバックとしても多くの出場機会を得、自身も負傷で一時期離脱しながらも公式戦に40試合以上に出場し、それぞれのポジションで約半々出場する汎用性の高さで優勝に貢献した。そのパフォーマンスは、リーグ年間最優秀選手賞、スコットランドPFA年間最優秀選手賞、スコットランド・サッカー記者協会年間最優秀選手賞に選出される形で報われ、更にチームの2つの年間最優秀選手賞も受賞した。
以降のシーズンは、左サイドバックやセンターバックのみならず、セントラル・ミッドフィルダー、左サイドハーフと様々なポジションを務めながらレギュラーとしてプレーし、2012年8月1日のUEFAチャンピオンズリーグ 2012-13予選3回戦第1戦のHJKヘルシンキ戦 (2-1) で決勝点を挙げたようにセットプレーから得点を量産し、守備でも攻撃でもチームを支援していた。しかし、2014-15シーズンは、2014年12月初旬にハムストリングに問題を抱えたことで、5月15日のセント・ジョンストンFC戦まで離脱し、リーグ戦では10試合の出場にとどまっていた。

#### ブラックバーン
2016年8月31日、ブラックバーン・ローヴァーズFCに移籍した。

#### ウィガン
2019年8月、ウィガン・アスレティックFCへレンタル移籍。

#### ダンディー・ユナイテッド復帰
2021年6月16日、ダンディー・ユナイテッドに2年契約で復帰した。
2023年9月、現役引退を表明した。

### 代表
スコットランド代表としては、U-21でプレーした後、なかなかA代表に招集されない状況から、今後も同様の場合には、アメリカ合衆国出身の祖母を通じてアメリカ代表でのプレーを検討すると2011年6月に明かした。
2012年2月にクレイグ・レヴェイン監督によってスコットランドA代表に初招集され、29日のスロベニア戦 (1-1) において、左サイドバックとして初出場を飾る。5月のアメリカ戦 (1-5) が2試合目だった。2013年2月6日のエストニアとの親善試合で代表初得点を記録。2014年9月7日に敵地で行われたUEFA EURO 2016予選のドイツ戦 (1-2) において、2014 FIFAワールドカップ王者相手に終盤まで1-1の引き分けに持ち込んでいたものの、ロスタイムにマルグルーがマルコ・ロイスへのファウルによって2枚目のイエローカードを提示され退場すると、1人少なくなったチームは程なくしてトーマス・ミュラーに決勝点を挙げられて敗北した。

### 私生活
カナダのプロ屋内ラクロス (ボックス・ラクロス) 選手でナショナル・ラクロス・リーグのバッファロー・バンディッツに所属するショーン・グリーンハルは従兄弟。
既婚者であり、2人の息子を授かるが、2010年2月に氷点下の気温にありながら子供を車中に放置しているとして、女性実業家ミシェル・モネに警察へ通報され、そして警察に尋問され、自身と妻は育児放棄で起訴された。しかし、2011年1月下旬に証拠不十分で不起訴となった。

## 個人成績

### クラブでの出場記録
出典:
| クラブ                            | シーズン | 国内リーグ                     | 国内リーグ | 国内リーグ | カップ | カップ | リーグカップ | リーグカップ | 国際大会 | 国際大会 | 合計  | 合計 |
| クラブ                            | シーズン | 所属リーグ                     | 出場       | 得点       | 出場   | 得点   | 出場         | 得点         | 出場     | 得点     | 出場  | 得点 |
| --------------------------------- | -------- | ------------------------------ | ---------- | ---------- | ------ | ------ | ------------ | ------------ | -------- | -------- | ----- | ---- |
| セルティック                      | 2002-03  | スコティッシュ・プレミアシップ | 0          | 0          | 0      | 0      | 0            | 0            | 0        | 0        | 0     | 0    |
| セルティック                      | 2003-04  | スコティッシュ・プレミアシップ | 0          | 0          | 0      | 0      | 0            | 0            | 0        | 0        | 0     | 0    |
| セルティック                      | 2004-05  | スコティッシュ・プレミアシップ | 0          | 0          | 0      | 0      | 0            | 0            | 0        | 0        | 0     | 0    |
| セルティック                      | 2005-06  | スコティッシュ・プレミアシップ | 0          | 0          | 0      | 0      | 0            | 0            | 0        | 0        | 0     | 0    |
| セルティック                      | 合計     | 合計                           | 0          | 0          | 0      | 0      | 0            | 0            | 0        | 0        | 0     | 0    |
| ダンディー・ユナイテッド (loan)   | 2005-06  | スコティッシュ・プレミアシップ | 13         | 2          | 1      | 0      | 0            | 0            | -        | -        | 14    | 2    |
| ダンディー・ユナイテッド (loan)   | 合計     | 合計                           | 13         | 2          | 1      | 0      | 0            | 0            | -        | -        | 14    | 2    |
| ウルヴァーハンプトン              | 2006-07  | チャンピオンシップ             | 6          | 0          | 0      | 0      | 0            | 0            | -        | -        | 7[a]  | 0    |
| ウルヴァーハンプトン              | 2007-08  | チャンピオンシップ             | 0          | 0          | 0      | 0      | 2            | 0            | -        | -        | 2     | 0    |
| ウルヴァーハンプトン              | 合計     | 合計                           | 6          | 0          | 0      | 0      | 2            | 0            | 0        | 0        | 9     | 0    |
| サウスエンド・ユナイテッド (loan) | 2007-08  | フットボールリーグ1            | 18         | 1          | -      | -      | -            | -            | -        | -        | 20[b] | 1    |
| サウスエンド・ユナイテッド (loan) | 合計     | 合計                           | 18         | 1          | -      | -      | -            | -            | -        | -        | 20    | 1    |
| アバディーン                      | 2008-09  | スコティッシュ・プレミアシップ | 35         | 5          | 4      | 0      | 2            | 0            | -        | -        | 41    | 5    |
| アバディーン                      | 2009-10  | スコティッシュ・プレミアシップ | 37         | 4          | 1      | 0      | 2            | 0            | 2        | 1        | 42    | 5    |
| アバディーン                      | 合計     | 合計                           | 72         | 9          | 5      | 0      | 4            | 0            | 2        | 1        | 83    | 10   |
| セルティック                      | 2010-11  | スコティッシュ・プレミアシップ | 23         | 0          | 6      | 2      | 4            | 1            | 2        | 0        | 35    | 3    |
| セルティック                      | 2011-12  | スコティッシュ・プレミアシップ | 30         | 8          | 4      | 0      | 3            | 0            | 7        | 1        | 44    | 9    |
| セルティック                      | 2012-13  | スコティッシュ・プレミアシップ | 30         | 5          | 4      | 1      | 3            | 2            | 12       | 1        | 49    | 9    |
| セルティック                      | 2013-14  | スコティッシュ・プレミアシップ | 28         | 6          | 1      | 0      | 1            | 0            | 10       | 0        | 40    | 6    |
| セルティック                      | 2014-15  | スコティッシュ・プレミアシップ | 8          | 0          | 0      | 0      | 1            | 0            | 9        | 0        | 20    | 0    |
| セルティック                      | 2015-16  | スコティッシュ・プレミアシップ | 11         | 1          | 0      | 0      | 2            | 0            | 4        | 1        | 17    | 2    |
| セルティック                      | 通算     | 通算                           | 130        | 20         | 15     | 3      | 14           | 3            | 44       | 3        | 203   | 29   |
| ブラックバーン                    | 2016-17  | チャンピオンシップ             | 0          | 0          | 0      | 0      | 0            | 0            | 0        | 0        | 0     | 0    |
| ブラックバーン                    | 通算     | 通算                           | 0          | 0          | 0      | 0      | 0            | 0            | 0        | 0        | 0     | 0    |
| 総通算                            | 総通算   | 総通算                         | 239        | 32         | 21     | 3      | 20           | 3            | 49       | 4        | 329   | 42   |

a. ^ フットボールリーグ・チャンピオンシッププレーオフ1試合0得点を含む
b. ^ フットボールリーグ1プレーオフ2試合0得点を含む

### 代表での成績
出典:
| スコットランド代表 | スコットランド代表 | スコットランド代表 |
| 年                 | 出場               | 得点               |
| ------------------ | ------------------ | ------------------ |
| 2012               | 4                  | 0                  |
| 2013               | 7                  | 1                  |
| 2014               | 5                  | 1                  |
| 2015               | 1                  | 0                  |
| 2016               | 4                  | 0                  |
| 2017               | 8                  | 0                  |
| 2018               | 7                  | 1                  |
| 2019               | 5                  | 0                  |
| Total              | 44                 | 3                  |

#### 代表での得点
出典:
| #  | 開催日         | 開催地       | 対戦国       | スコア | 結果 | 大会                          |
| -- | -------------- | ------------ | ------------ | ------ | ---- | ----------------------------- |
| 1. | 2013年2月6日   | アバディーン | エストニア   | 1-0    | 1-0  | 親善試合                      |
| 2. | 2014年5月28日  | ロンドン     | ナイジェリア | 1-0    | 2-2  | 親善試合                      |
| 3. | 2018年10月11日 | ハイファ     | イスラエル   | 1-0    | 1-2  | UEFAネーションズリーグ2018-19 |

## 獲得タイトル
クラブ
セルティックFC
- スコティッシュ・プレミアシップ : 2003-04, 2011-12, 2012-13, 2013-14, 2014-15, 2015-16
- スコティッシュカップ : 2003-04, 2004-05, 2010-11, 2012-13
- スコティッシュリーグカップ : 2014-15

個人
- スコティッシュ・プレミアシップ月間最優秀若手選手賞（英語版） : 2006年2月度
- スコティッシュ・プレミアシップ月間最優秀選手賞（英語版） : 2012年4月度
- スコットランドPFA年間ベストイレブン（英語版） : 2011-12
- スコティッシュ・プレミアリーグ年間最優秀選手賞（英語版） : 2011-12
- スコットランドPFA年間最優秀選手賞 : 2011-12
- スコットランド・サッカー記者協会年間最優秀選手賞 : 2011-12